# Scottish Opera

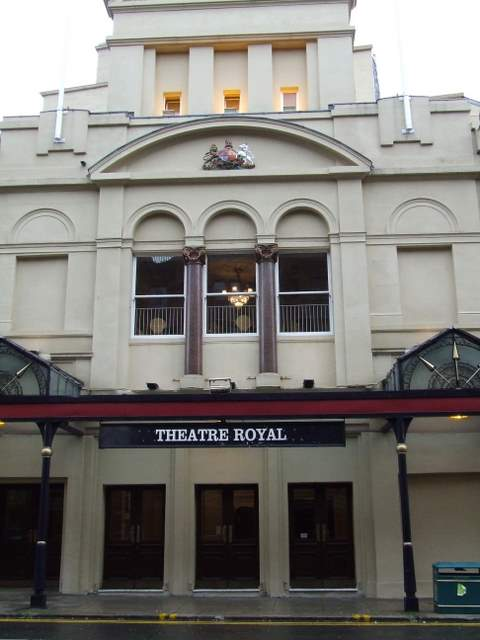
Das Royal Theatre, Aufführungsort der Scottish Opera in Glasgow

Die Scottish Opera ist die nationale Oper Schottlands. Sie ist die größte der fünf von der schottischen Regierung finanzierten Organisationen der darstellenden Kunst in Schottland. Sie wurde 1962 gegründet und hat ihren Sitz in Glasgow.

## Geschichte
Die Scottish Opera wurde 1962 vom Dirigenten Alexander Gibson gegründet und mit Giacomo Puccinis Madama Butterfly im King’s Theatre in Glasgow eröffnet. 1975 kaufte die Oper das Theatre Royal in Glasgow von der Scottish Television und eröffnete es im Oktober 1975 als erstes nationales Opernhaus Schottlands mit Johann Strauss’ Die Fledermaus. Im März 2005 wurde die Leitung des Theatre Royal an die Ambassador Theatre Group übertragen, blieb jedoch Aufführungsort der Scottish Opera und des Scottish Ballet.
Die Scottish Opera hatte in der ersten Hälfte der 2000er Jahre mit verschiedenen finanziellen Problemen zu kämpfen. So wurde Richard Wagners Der Ring des Nibelungen von der Kritik zwar gefeiert, führte aber zu einer Schieflage der finanziellen Situation der Oper, und es wurde ihr vorgeworfen, Steuergelder zu verschwenden. 2004 hatte ein Sanierungsplan einen Abbau von 88 Arbeitsplätzen, einschließlich aller 34 Mitglieder des Chors, und die Aussetzung der gesamten Saison 2005/2006 zur Folge. Aus Protest gab Richard Armstrong im Dezember 2004 seinen Rücktritt als Musikdirektor mit Wirkung zum Ende der Saison 2004/2005 bekannt. Nach diesen schwierigen Jahren wurde 2006 der gebürtige Neuseeländer Alex Reedijk zum Generaldirektor und der Italiener 2007 Francesco Corti zum neuen Musikdirektor der Oper ernannt. Ihm folgten 2013 der Franzose Emmanuel Joel-Hornack, der die Oper aber nach weniger als zwei Monaten aus persönlichen Gründen wieder verließ, und 2015 der aus Preston stammende Stuart Stratford.
Zusammen mit dem Scottish Ballet, dem Royal Scottish National Orchestra, dem Scottish Chamber Orchestra und dem National Theatre of Scotland ist die Scottish Opera eine der fünf nationalen Organisationen der darstellenden Kunst Schottlands.

## Auszeichnungen
Die Scottish Opera hat mehrere Auszeichnungen erhalten, darunter den Barclays TMA Award für „herausragende Leistungen in der Oper“ 1994 für Verdis Macbeth und Richard Strauss’ Der Rosenkavalier und 2002 für Wagners Die Walküre und Siegfried. 2004 erhielt sie den South Bank Show Award für die „beste Oper“ für Wagners Der Ring des Nibelungen sowie 2008 einen Herald Angel Award für Smetanas Zwei Witwen beim Edinburgh International Festival.

## Tourneen
Die Scottish Opera feierte mit zahlreichen Produktionen Erfolge im Ausland, darunter mit Brittens Albert Herring in Florenz, mit Francesco Cavallis L’Egisto in Venedig, mit Tourneen in Deutschland, Österreich, Portugal, Frankreich, der Schweiz, Jugoslawien und Island und in den letzten Jahren mit Brittens Peter Grimes und Wagners Tristan und Isolde in Lissabon, mit Verdis Macbeth bei den Wiener Festwochen und mit der Europapremiere von James MacMillans Inés de Castro in Porto, Portugal.

## Musikdirektoren
- 1962–1986: Alexander Gibson
- 1986–1992: John Mauceri
- 1992–2005: Richard Armstrong
- 2007–2013: Francesco Corti
- 2013: Emmanuel Joel-Hornack
- seit 2015: Stuart Stratford